# Paul Champsaur
Pour les articles homonymes, voir Champsaur (homonymie).
Paul Champsaur, né le 6 janvier 1944 à Gap, est un haut fonctionnaire français. Il a dirigé  l'Insee de 1992 à 2003, et est l'ancien président de l’Autorité de régulation des communications électroniques et des postes de 2003 à 2008  Il a été président de l'Autorité de la statistique publique du 25 mars 2009 au 25 mars 2015.

## Biographie

### Jeunesse et études
Enfant d'instituteurs, il étudie au lycée Champollion de Grenoble puis est diplômé de l'École polytechnique (Promotion X1963) et de l'ENSAE.

### Parcours professionnel
Administrateur à l'Insee à partir de 1968, il intègre le service de la conjoncture de l'Institut en 1971.
Deux ans plus tard, il entre au Center for Operational Research and Econometrics de l'université catholique de Louvain en qualité de chercheur invité pour une année puis en devient directeur scientifique de 1981 à 1983, tout en intervenant à l'École polytechnique entre 1975 et 1987 en qualité de maître de conférences.
Après y avoir été assistant (1968-1971) et directeur des études (1974-1979), il occupe le poste de directeur adjoint de l'ENSAE entre 1983 et 1984, puis est nommé sous-directeur en 1984 et directeur adjoint en 1990, de la direction de la prévision du ministère de l'Économie. Il devient ensuite directeur général de l'Insee de 1992 à 2003.
En 2003, il est nommé à la tête de l'Autorité de régulation des télécommunications qui devient Autorité de régulation des communications électroniques et des postes en 2005. À ce poste, il décide de la réduction de la tarification des SMS et des terminaisons d'appels, et poursuit les incitations au dégroupage. Au terme de des six ans de mandat, il devient président de la Haute autorité de la statistique en 2009.
Paul Champsaur se voit confier en octobre 2008 par les ministres Jean-Louis Borloo et Christine Lagarde la présidence d'une commission (appelée « commission Champsaur ») chargée de réfléchir sur l'évolution et l'encadrement des prix de l'électricité en France, afin d'aboutir à une refonte du système de tarification de l'électricité. Le rapport est remis le 24 avril 2009.
Ce rapport préconise : "La solution proposée consiste à permettre, dans la limite d’un plafond, à tout fournisseur alimentant des consommateurs sur le territoire national d’obtenir une certaine quantité d’électricité de base, à un prix régulé reflétant la réalité des coûts complets du parc historique de production nucléaire français, incluant les coûts de maintenance, d’allongement de la durée de vie des centrales nucléaires, de démantèlement et de la gestion des déchets issus des centrales nucléaires". Cette recommandation a conduit au dispositif "ARENH" (accès régulé à l’électricité nucléaire historique), qui a conduit à une dérive du prix de l'électricité, et la perte pour EDF de bénéfices nécessaires aux investissements. De leur côté les fournisseurs privés disposant de la marge entre prix du marché et le prix de l'électricité de base (nucléaire) n'ont de leur côté réalisé très peu d'investissement et simplement distribué les bénéfices. En 2025, ce dispositif se révèle être catastrophique pour le consommateur français avec une augmentation de  0,1168 € en 2011 à 0,2016 € en 2025 (près de 100% d’augmentation en 10 ans).
Par arrêté du Premier ministre François Fillon, il est nommé le 23 mai 2009 président du groupe d'experts sur le SMIC.
Il est l'auteur d'un Rapport sur la transition vers les réseaux à très haut débit et l’extinction du réseau de cuivre, publié le 19 février 2015.

## Honneurs
- Officier de la Légion d'honneur
- Officier de l'ordre national du Mérite

## Source
- Who's Who in France